# Callista chione
Callista chione är en musselart som först beskrevs av Carl von Linné 1758.  Callista chione ingår i släktet Callista och familjen venusmusslor. Inga underarter finns listade i Catalogue of Life.
Höger och vänster klaff av samma exemplar:

Höger klaff
Vänster klaff

## Bildgalleri

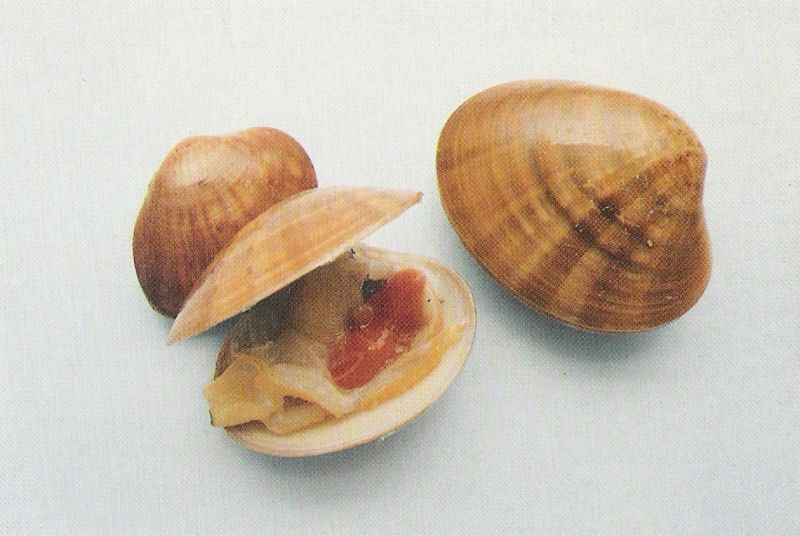
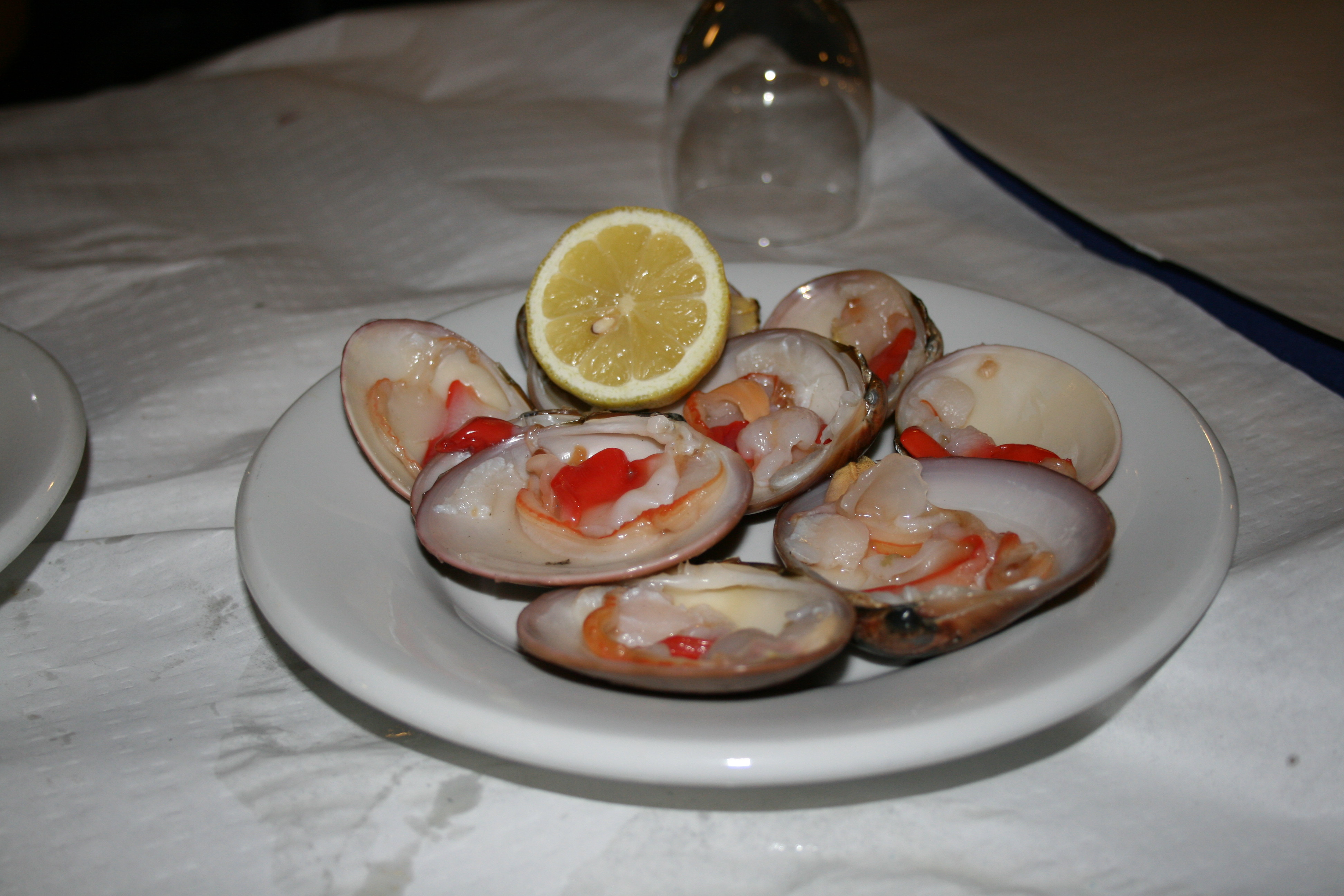
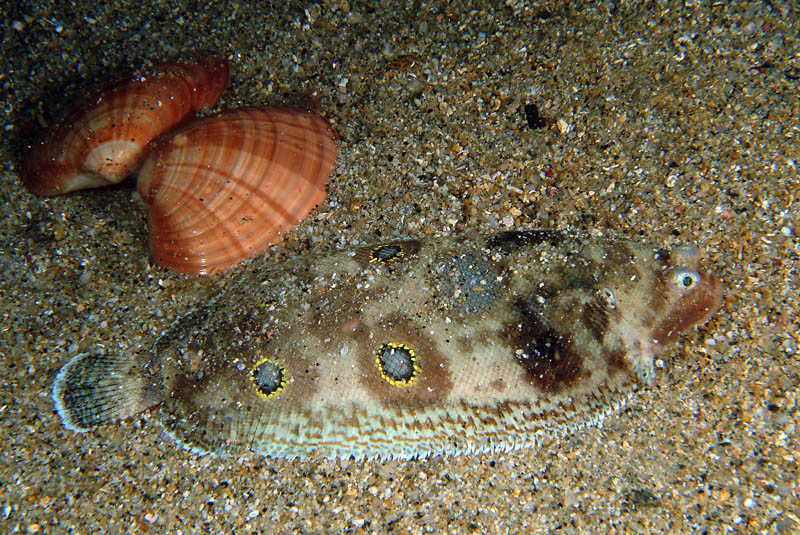